# Momiji (Ninja Gaiden)
Momiji (紅葉?) è un personaggio delle serie di videogiochi Ninja Gaiden e Dead or Alive, create dal Team Ninja e dalla Tecmo Koei.
Momiji appare per la prima volta come personaggio principale in Ninja Gaiden Dragon Sword per Nintendo DS del 2008, ed appare nei suoi seguiti e nello spin-off Yaiba: Ninja Gaiden Z. Nei videogiochi è l'ultima miko del villaggio del clan Hayabusa dopo la morte della sorella, oltre che ad essere una kunoichi che sta completando il suo addestramento con il maestro Ryu Hayabusa, personaggio principale di Ninja Gaiden. Momiji appare anche in Dead or Alive 5 Ultimate, oltre che in Dynasty Warriors: Strikeforce e Warriors Orochi 3.

## Sviluppo

### Design
Il personaggio di Momiji è stato creato inizialmente per Ninja Gaiden Dragon Sword, ed è stato immaginato da una designer donna. Il tratto principale del personaggio sono l'amichevolezza e la dolcezza, in contrasto con quelli degli altri ninja apparsi nella serie, in particolare Ayane. I tratti caratteristici sono stati scelti in base al target di giocatori di Nintendo DS. Momiji infatti si prende cura dei bambini orfani del villaggio, che la considerano la loro sorella maggiore.
Momiji appare come una ragazza dai lunghi capelli neri, dall'età approssimativa di 18 anni in Ninja Gaiden Dragon Sword (essendo tre anni più grande di Ayane, che aveva 14 anni in Ninja Gaiden), mentre in Dead or Alive 5 Ultimate la sua età è di 21 anni.
Il suo primo costume, apparso in Ninja Gaiden Dragon Sword, è una tenuta bianca per shinobi tipica del clan Hayabusa (chiamata in Ninja Gaiden 3: Razor's Edge "bianco ascetico"), anche se il suo vestito caratteristico, divenuto poi quello di default nel successivi capitolo e in Dead or Alive, è la tenuta di combattimento delle miko del clan Hayabusa (chiamata "fiamma purificatrice"). Altri costumi includono uno happi ("happi indaco"), una tenuta da kunoichi del clan ("fiore nero segreto"), una divisa da poliziotta ("divisa affascinante"), disponibili anche in Dead or Alive 5 Ultimate, ai quali si aggiungono dei costumi da miko, mummia, una fuku alla marinara, da pop idol, un'uniforme da tennista e una costume da aiutante di Babbo Natale.

### Combattimento
In Ninja Gaiden Sigma 2 la sua arma principale diventa la naginata Drago celestiale (天龍薙刀?, Tenryū naginata), mentre il suo ninpō è l'Arte del Loto cremisi (紅蓮楓の術?, Gurenfu no jutsu), che incenerisce il nemico in un vortice di fuoco. La forza in combattimento di Momiji deriva principalmente dalla sua agilità e dalla vasta portata dei suoi attacchi grazie alla naginata. Un'altre delle sue caratteristiche è la tecnica Squarcianubi (天駆?, tenka), che le permette di eseguire il doppio salto da cui poi attaccare i nemici.
In Ninja Gaiden 3: Razor's Edge mantiene le stesse caratteristiche, aggiungendo un attacco ninpō minore conosciuto come Fiamma autunnale (紅蓮一葉?, Guren ichiyō, lett. "Foglia del loto cremisi").
In Dead or Alive 5 Ultimate Momiji rientra nella categoria dei personaggi veloci ed agili, mantenendo l'iconico doppio salto di Ninja Gaiden come mossa caratteristica, tanto quanto la tecnica Fiamma autunnale. Inoltre può effettuare una proiezione a mezz'aria in cui scaraventa l'avversario a terra. Il lato negativo della velocità degli attacchi di Momiji è il fatto che essi non producono molti danni, per bilanciare le due componenti.

### Giocabilità
Momiji appare inizialmente in Ninja Gaiden Dragon Sword per Nintendo DS, in cui è giocabile solamente nel capitolo introduttivo della storia per permettere al giocatore di famigliarizzare con i comandi, anche se le mosse sono simili a quelle di Ryu Hayabusa.
In Ninja Gaiden Sigma 2 il personaggio viene riproposto in maniera più realistica e la maggior parte dei suoi attacchi sono creati ex novo. Lo stile di combattimento è simile a quello di Ryu, essendo entrambi ninja, ed ha a disposizione sia attacchi in mischia leggeri che potenti, oltre che utilizzare il suo arco per gli attacchi a distanza e le pergamene contenenti ninpō per gli attacchi speciali. Grazie alla sua velocità elevata, è considerato una via di mezzo tra Ryu e Rachel, in termini di movimento e potenza, oltre che un personaggio che richiede una certa abilità del giocatore nello sgruttare in maniera efficiente le sue combo. Nella modalità cooperativa, la combinazione Ryu Hayabusa e Momiji è stata ben lodata per l'alto livello di collaborazione.
Il personaggio di Momiji in Dead or Alive 5 Ultimate è stato definito "molto divertente da usare" grazie alle sue "assurde mosse da ninja che ti aspetteresti dall'apprendista di Ryu Hayabusa". Anche se inizialmente non risulta molto difficile da utilizzare, le sue mosse possono richiedere una certa precisione che la rendono un personaggio complesso. Nello specifico, le sue combo permettono una varietà di risultati e di riprese che possono facilmente confondere l'avversario.

## Apparizioni

### Ninja Gaiden
Momiji viene introdotta per la prima volta in Ninja Gaiden Dragon Sword del 2008, come una degli abitanti del villaggio Hayabusa. Dopo la morte di sua sorella maggiore Kureha in Ninja Gaiden del 2004, reboot della serie, diventa suo compito custodire l'Occhio del Drago, potente artefatto del clan Hayabusa, in quanto è l'ultima di una lunga tradizione di miko del Tempio del Drago all'interno del villaggio. Dopo l'attacco di Doku e la morte della sorella, Ryu decide di allenare Momiji per prepararla a futuri attacchi.
In Ninja Gaiden Dragon Sword è giocabile solamente nel capitolo introduttivo, per introdurre il gameplay al giocatore. In seguito viene rapita dalla strega Obaba, capo del clan del Ragno Nero, che la interroga riguardo agli artefatti custoditi dal clan Hayabusa, in particolare dell'Occhio del Drago, anche se quest'ultimo è stato fuso da Momiji con la sua anima per evitarne il furto. È compito di Ryu ritrovare la ragazza e salvarla. Alla fine del gioco Momiji decide di iniziare un viaggio solitario per trovare se stessa e diventare più forte.

Nel fumetto The Vampire War, che serve da prequel per Ninja Gaiden 2, Momiji riappare brevemente nel villaggio Hayabusa quando Ryu e Joe Hayabusa fanno ritorno. Informa il ninja della presenza del clan del Ragno Nero a Tokyo, e Ryu parte per un ennesimo viaggio.
In Ninja Gaiden 2 (2008), prodotto da Tomonobu Itagaki, il personaggio non appare. Nel remake Ninja Gaiden Sigma 2 (2009), prodotto da Yōsuke Hayashi (produttore di Ninja Gaiden Dragon Sword) viene incluso come personaggio giocabile che partecipa a nuove missioni incorporate nella storia, in cui deve salvare il giovane Sanji.
In Ninja Gaiden 3 (2012), Momiji fa un cameo in cui combatte al fianco di Ryu Hayabusa contro il clan del Ragno Nero, ma viene reso personaggio giocabile in Ninja Gaiden 3: Razor's Edge (2013) inizialmente come DLC per la versione Wii U, e come personaggio sbloccabile in quelle successive per PlayStation 3 ed Xbox 360. In questo titolo può essere utilizzata nelle modalità Sfide capitolo e nelle Prove ninja.
In Yaiba: Ninja Gaiden Z, primo spin-off della serie, è confermata anche la presenza di Momiji. Appare inoltre in Zen Pinball: Ninja Gaiden Sigma 2 (2009) un videogioco flipper per PlayStation Network insieme ad altri personaggi della serie.

### Dead or Alive
Momiji viene aggiunta tra i personaggi giocabili della serie Dead or Alive, prodotta anch'essa dal Team Ninja e con cui condivide l'universo. Appare in Dead or Alive 5 Ultimate, debuttando con Rachel della stessa serie, anche se non ha connessione con la storia del gioco. Il suo stile di combattimento è simile a quello di Ninja Gaiden, descritto ufficialmente come aikijutsu, stile Hayabusa.

### Altri giochi
Dopo la fusione della Tecmo e della Koei del 2008, alcuni personaggi della Tecmo hanno fatto delle apparizioni nella serie della Koei Dynasty Warriors e suoi spin-off.
In Dynasty Warriors: Strikeforce (2009), nella versione per PlayStation 3, fa un cameo, insieme a Ryu Hayabusa ed Ayane. In Warriors Orochi 3 Hyper (2012) per Wii U appare come personaggio giocabile, ancora una volta a fianco di Ryu Hayabusa, Ayane e Rachel, già disponibili nelle versioni precedenti.

## Merchandising
Una delle tre edizioni speciali per il mercato giapponese di Dead or Alive 5 Ultimate era dedicata a Momiji, e comprendeva un tappetino del mouse in rilievo, un poster e un poster tessile a grandezza naturale raffigurati il personaggio. L'edizione speciale di Yaiba: Ninja Gaiden Z comprende anche un costume DLC per Momiji che può indossare in Dead or Alive 5 Ultimate.

## Accoglienza
La presenza del personaggio in Ninja Gaiden Dragon Sword, soprattutto la possibilità di usarla nel primo capitolo, è stata lodata. I controlli touchscreen del Nintendo DS vengono in questo modo facilmente sperimentati durante l'utilizzo di Momiji. L'aggiunta di Momiji in Ninja Gaiden Sigma 2 come personaggio giocabile è stata ben recepita, sia dal punto di vista del gameplay, sia dal punto di vista puramente estetico, citando "un'alta cura per i dettagli e per le animazioni particolarmente fluide", punto di forza del Team Ninja. Ryan Clements di IGN, parlando di Ninja Gaiden Sigma 2, disse: "Momiji aggiungerà un ulteriore livello di gioco a Sigma 2, il quale migliorerà l'esperienza finale oltre quella [di Ninja Gaiden 2] per Xbox 360".